# Ángel Nieves
Ángel Nieves (Belén, Carabobo, 22 de septiembre de 1994) es un futbolista venezolano. Juega de extremo derecho y su equipo actual es la Liga Deportiva Universitaria de Portoviejo de la Serie B de Ecuador.

## Trayectoria
Inició su carrera en el Yaracuyanos Fútbol Club en el período comprendido entre 2013 y 2014, con este equipo logró el debut profesional en la Primera División de Venezuela, lo hizo el 12 de enero de 2014 en el partido de la fecha 1 del Torneo Apertura ante Zamora Fútbol Club, entró al cambió al minuto 86 por Orangel Carrero en el empate 1–1. De igual manera con Yaracuyanos marcó su primer gol profesional el 9 de febrero de 2014, anotó el empate 1–1 a los 49 minutos ante Deportivo Lara por la jornada 5 y en total encajó dos goles con el club.
En julio de 2014 fue fichado por Carabobo Fútbol Club de la Primera División, en su paso logró marcar 3 goles en total en la liga local y fue convocado para un partido de la Copa Sudamericana 2015 ante Deportes Tolima de Colombia el 12 de agosto de 2015.
A principios de 2016 llegó a Trujillanos Fútbol Club, ese año tuvo su debut absoluto en torneos internacionales, participó de los 6 juegos de la fase de grupos de la Copa Libertadores 2016, ante River Plate de Argentina, São Paulo de Brasil y The Strongest de Bolivia. En total marcó dos goles en su estadía ahí.
En julio de 2017, Nieves firmó con el Club Quebracho en Bolivia, siendo esta su primera experiencia internacional, estuvo durante 5 meses en el equipo boliviano y fue campeón del Torneo Nacional Interprovincial 2017. En 2018 volvió a Venezuela para disputar la Segunda División con Unión Atlético Falcón. En 2019 tiene su segunda experiencia internacional con Santa Rita de la Serie B de Ecuador, siendo pieza clave en el equipo peleando el ascenso en el torneo, también participó en algunos partidos de la Copa Ecuador 2018-19 siendo la figura del partido.

## Clubes
| Club               | País      | Año         | PJ | Goles |
| ------------------ | --------- | ----------- | -- | ----- |
| Yaracuyanos F. C.  | Venezuela | 2013 - 2014 | 16 | 3     |
| Carabobo F. C.     | Venezuela | 2014 - 2015 | 24 | 3     |
| Trujillanos F. C.  | Venezuela | 2016 - 2017 | 54 | 2     |
| Quebracho          | Bolivia   | 2017        | 3  | 0     |
| Atlético Falcón    | Venezuela | 2018        | 30 | 0     |
| Santa Rita         | Ecuador   | 2019 - 2020 | 42 | 8     |
| Liga de Portoviejo | Ecuador   | 2021 - act. | 0  | 0     |

## Participaciones internacionales
| Torneo                 | Club              | Resultado      |
| ---------------------- | ----------------- | -------------- |
| Copa Sudamericana 2015 | Carabobo F. C.    | Primera fase   |
| Copa Libertadores 2016 | Trujillanos F. C. | Fase de grupos |

## Estadísticas
- Actualizado al 14 de abril de 2020.[13]

### Clubes
| Yaracuyanos F. C. · Venezuela |               |               |     |    |    |    |    |    |     |       |       |
| 1.ª | 2013-14       | 16            | 2   | -- | -- | -- | -- | 16 | 2   | 0.125 |       |
| Total club | Total club    | 16            | 2   | -- | -- | -- | -- | 16 | 2   | 0.125 |       |
| Carabobo F. C. · Venezuela |               |               |     |    |    |    |    |    |     |       |       |
| 1.ª | 2014-15       | 21            | 2   | -- | -- | -- | -- | 21 | 2   | 0.095 |       |
| 1.ª | 2015          | 3             | 1   | -- | -- | 0  | 0  | 3  | 1   | 0.333 |       |
| Total club | Total club    | 24            | 3   | -- | -- | 0  | 0  | 24 | 3   | 0.125 |       |
| Trujillanos F. C. · Venezuela |               |               |     |    |    |    |    |    |     |       |       |
| 1.ª | 2016          | 34            | 1   | -- | -- | 6  | 0  | 40 | 1   | 0.025 |       |
| 1.ª | 2017          | 14            | 1   | -- | -- | -- | -- | 14 | 1   | 0.071 |       |
| Total club | Total club    | 48            | 2   | -- | -- | 6  | 0  | 54 | 2   | 0.037 |       |
| Quebracho · Bolivia |               |               |     |    |    |    |    |    |     |       |       |
| 3.ª | 2017          | 3             | 0   | -- | -- | -- | -- | 3  | 0   | 0.00  |       |
| Total club | Total club    | 3             | 0   | -- | -- | -- | -- | 3  | 0   | 0.00  |       |
| Atlético Falcón · Venezuela |               |               |     |    |    |    |    |    |     |       |       |
| 2.ª | 2018          | 30            | 0   | -- | -- | -- | -- | 30 | 0   | 0.00  |       |
| Total club | Total club    | 30            | 0   | -- | -- | -- | -- | 30 | 0   | 0.00  |       |
| Santa Rita · Ecuador |               |               |     |    |    |    |    |    |     |       |       |
| 2.ª | 2019          | 29            | 4   | 3  | 0  | -- | -- | 32 | 4   | 0.125 |       |
| 2.ª | 2020          | 1             | 0   | 0  | 0  | -- | -- | 1  | 0   | 0.00  |       |
| Total club | Total club    | 30            | 4   | 3  | 0  | -- | -- | 33 | 4   | 0.121 |       |
| Total carrera | Total carrera | Total carrera | 151 | 11 | 3  | 0  | 6  | 0  | 160 | 11    | 0.069 |
| (1) Incluye datos de Copa Ecuador. (2) Incluye datos de Copa Libertadores y Copa Sudamericana. (3) No incluye goles en partidos amistosos. |               |               |     |    |    |    |    |    |     |       |       |

## Palmarés

### Campeonatos nacionales
| Título                   | Club      | País    | Año  |
| ------------------------ | --------- | ------- | ---- |
| Nacional Interprovincial | Quebracho | Bolivia | 2017 |